# مراکوو (شهرستان گافوریسکی، باشقیرستان)
مراکوو (انگلیسی: Mrakovo, Gafuriysky District, Republic of Bashkortostan) یک شهرک در شهرستان گافوریسکی استان باشقیرستان کشور روسیه است.